# Museo civico dei fossili di Besano
Il Museo Civico dei Fossili di Besano, inaugurato nel 1981, si trova a Besano, cittadina in provincia di Varese, nel nord della Lombardia. Esso è specializzato in paleontologia, ed ospita una collezione di fossili ritrovati nell'area circostante, nominata dall'UNESCO "patrimonio dell'umanità". Chiuso nel 1992 per lavori di ristrutturazione, è stato riaperto al pubblico il 17 giugno 2000. È famoso principalmente per il fossile del besanosauro.

## La storia del museo

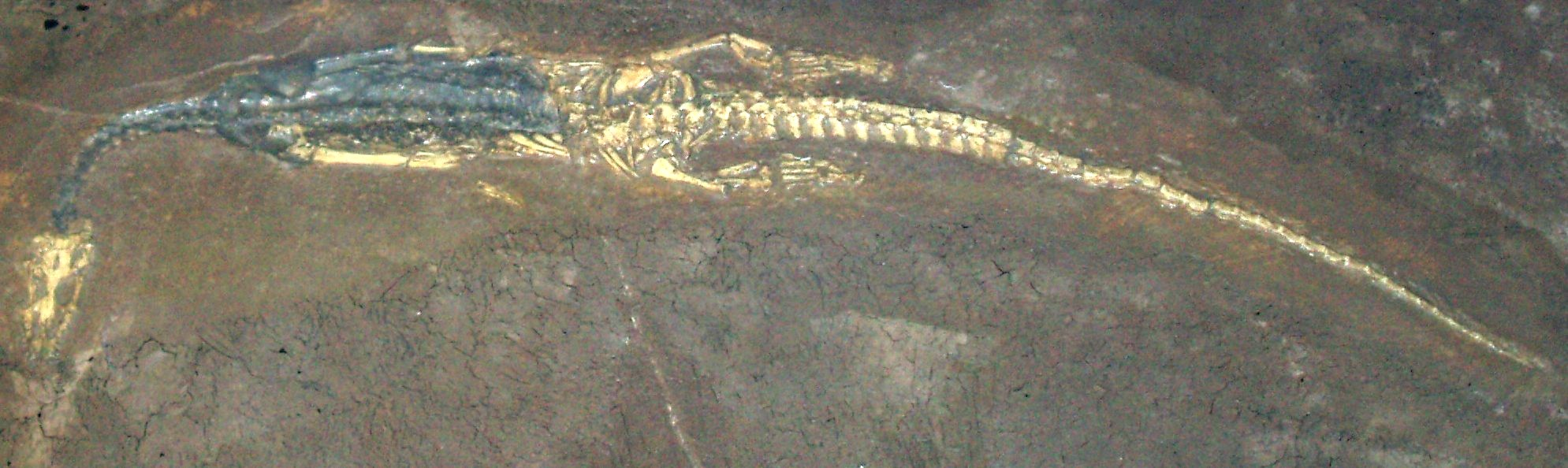
Fossile di Neusticosaurus edwardsi esposto nel museo; l'esemplare venne battezzato da Cornalia nel 1854 con il nome di Pachypleura edwardsii.

Già nel 1878 il Museo di Milano organizzava una campagna di scavo degli scisti di Besano; lo sfruttamento industriale degli scisti contribuì non poco alla scoperta di molti fossili che andarono a costituire una collezione sempre più importante al Museo di Milano.
Alla fine della guerra le miniere furono chiuse, ma ciò non impedì a ricercatori privati di continuare l'estrazione di fossili. Tale dispersione di materiale scientifico così prezioso indusse i cittadini e l'amministrazione comunale di Besano a promuovere un'azione di tutela di tale patrimonio e una valorizzazione a livello popolare.
Nel corso degli Anni Settanta partì un'azione di recupero dalle collezioni private del materiale proveniente dagli scisti di Besano, promossa dal Centro Studi e con l'appoggio dell'Amministrazione Comunale di Besano. Questo materiale andò a comporre nel 1973 un primo nucleo espositivo all'interno di una vecchia casa di Besano e, poco tempo dopo, si poté avviare uno scavo scientifico sistematico.
Nel 1975 il Museo di Milano diede inizio ad una serie di scavi ed ottenne l'approvazione per l'apertura di alcune cave nelle zone fossilifere in località di Rio Ponticelli, e successivamente nel 1985 venne inaugurato il nuovo scavo di Sasso Caldo.

## La storia del giacimento
Gli scisti bituminosi nei dintorni di Besano, presso le pendici del Monte Pravello, del Monte Orsa e nell'area del Monte San Giorgio, inizialmente venivano sfruttati dagli abitanti del territorio con l'intento di ricavarne un olio che bruciava facilmente.
Nel XIX secolo, più precisamente nel corso degli anni '30, si pensò però di sfruttare questo giacimento per l'estrazione di un gas per l'illuminazione di Milano. Il progetto non portò gli effetti sperati ma in compenso servì ad attirare l'attenzione degli studiosi sui fossili contenuti negli scisti.
Nel 1854 Emilio Cornalia descrisse e figurò per la prima volta un fossile di Besano, un piccolo rettile notosauro che battezzò Pachypleura edwardsii.
Nel 1863 Antonio Stoppani promosse uno scavo per la ricerca di fossili negli scisti di Besano: i risultati furono entusiasmanti tanto che 15 anni dopo fu effettuato un nuovo scavo finanziato dal Museo di Storia Naturale di Milano e diretto da Emilio Cornalia.
La collezione di fossili di Besano, portati alla luce nel corso di tutto l' ‘800 fino alla seconda guerra mondiale e custoditi presso il Museo di Storia Naturale di Milano, fu quasi completamente distrutta a causa di bombardamenti durante il corso dell'ultima guerra mondiale.
A partire dal 1924 l'Università di Zurigo iniziò al Monte San Giorgio una serie di scavi negli scisti bituminosi della formazione di Besano e in alcuni livelli del sovrastante Calcare di Meride. In Italia un primo scavo fu aperto in località Rio Ponticelli nel 1975. Nel 1985 si aprì un nuovo scavo in località Besano-Sasso Caldo.

## Il territorio

### La geologia del giacimento
Le rocce fossilifere dei dintorni di Besano appartengono al Triassico, il primo periodo dell'Era Mesozoica.
Nel periodo Triassico comparvero i primi mammiferi, i dinosauri, i rettili volanti e i rettili marini come gli ittiosauri, i placodonti e i notosauri.
Nella letteratura geologica italiana gli scisti bituminosi sono noti come Scisti Ittiolitici o Scisti Bituminosi di Besano. La Formazione di Besano presenta uno spessore medio di circa 12-15 metri e consiste in un'alternanza di oltre 200 strati dolomitici e strati di scisti bituminosi. I livelli bituminosi sono costituiti da una notevole quantità di idrocarburi, provenienti dalla decomposizione di antichi organismi viventi, sia animali che vegetali.

### La formazione di Besano: l'età
Nel corso dell'800 si è a lungo dibattuto sull'età della formazione di Besano. Poiché non si conoscevano ancora i metodi di datazione assoluta, l'età si calcolava utilizzando i fossili: così la storia della terra è stata divisa in ere, periodi, piani e unità ancora più piccole. Conoscendo la successione delle diverse specie fossili nel tempo, si è arrivati a stabilire una cronologia relativa: grazie ai diversi fossili in essa contenuti la formazione di Besano è stata datata all'Era Mesozoica, periodo Triassico medio. L'analisi degli isotopi radioattivi contenuti nelle ceneri vulcaniche, provenienti dai vulcani attivi circostanti nel triassico, ha fornito un'età compresa tra 238 e 242 milioni di anni.
Le rocce più antiche che affiorano a Besano sono costituite dal cosiddetto “granofiro di Cuasso al Monte”, roccia molto utilizzata come pietra ornamentale o da costruzione. Questo tipo di roccia risale all'Era Paleozoica (periodo Permiano, oltre 250 milioni di anni fa).
Nel Triassico medio si formò in quest'area un bacino marino il cui fondale era privo di vita a causa della mancanza di ossigeno. L'antico fango del fondale, ormai divenuto roccia, racchiude i fossili perfettamente conservati. È necessario però un attento lavoro di scavo e una lunga preparazione in laboratorio.

### L'antico ambiente
Nel Triassico medio la regione alpina era occupata da una grande estensione di mare caldo, con fondali piatti costituiti da fanghiglia carbonatica. La regione era costellata di isolotti e vulcani, e qua e là esistevano delle zone di mare più profondo.
Il bacino di Besano era contornato da bassi fondali che limitavano la circolazione delle correnti soprattutto in prossimità del fondo, sul quale si andava depositando materia organica.

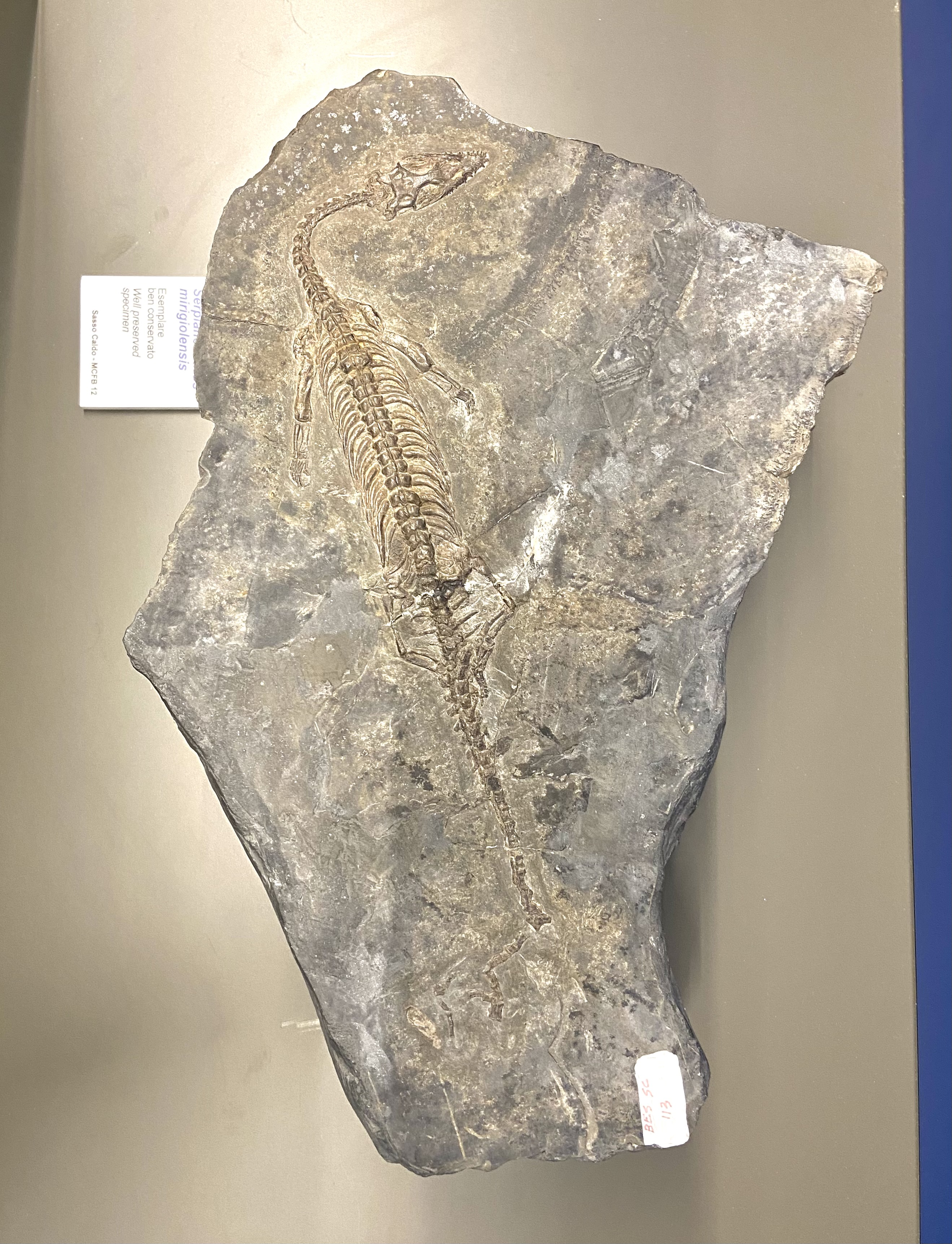
Esemplare ben conservato di Serpianosaurus.

### I fossili degli scisti bituminosi
I livelli più ricchi di resti di fossili di vertebrati sono i livelli bituminosi.
La Formazione di Besano è il risultato di un'alternanza di periodi durante i quali sul fondale si verificava una scarsa sedimentazione, e di periodi più brevi durante i quali si depositavano sul fondo i fanghi provenienti dalla piattaforma carbonatica. Negli scisti bituminosi si conservano fossili di organismi marini e terrestri. I resti meglio conservati sono quelli dei vertebrati (pesci e rettili). Nei livelli bituminosi sono anche frequenti i coproliti, resti fecali mineralizzati. Gli invertebrati a guscio calcareo sono conservati nella maggior parte dei casi come impronte.

### Lo scavo e la preparazione
Per ottenere esemplari come quelli esposti in questo museo, è necessario un lungo e attento lavoro di scavo e una serie successiva di interventi di laboratorio. Una volta estratti i fossili vengono esaminati accuratamente, si decidono i primi interventi di consolidamento, si fanno eventualmente eseguire esami radiografici, e quindi vengono “preparati”. La preparazione paleontologica è un'altra fase delicata, che consiste nello scoprire il fossile dalla roccia che lo avvolge.

## I fossili

### I vegetali e gli invertebrati
Negli scisti bituminosi sono talvolta abbondanti i resti fossili di piante terrestri, che costituiscono una sicura testimonianza dell'esistenza di terre emerse in prossimità dell'antico mare di Besano. I vegetali degli Scisti Bituminosi sono conifere primitive simili alle attuali araucarie, attribuite al genere Voltzia, tipico del periodo Triassico. Negli strati più alti sono stati rinvenuti anche resti di fusti e foglie carbonizzati di piante non ancora determinate.
Rarissimi sono invece i resti di conifere ginkgoali: è stata rinvenuta una sola foglia fossile di queste piante. Si tratta di una pianta a alto fusto, scoperta in Cina all'inizio del XX secolo e molto diffusa attualmente come pianta coltivata in tutto il mondo.
Un altro tipo di vegetali talvolta non infrequente nei livelli bituminosi è costituito dalle alghe della famiglia delle Dasycladaceae, dalla caratteristica forma a bastoncello. Sono alghe che possiedono uno scheletro calcareo, e svolgevano nel Triassico lo stesso ruolo che svolgono oggi i coralli nel costruire le grandi scogliere.
L'importanza dei resti vegetali all'interno di un giacimento testimonia la vicinanza della terraferma, essenziale quando si cerca di ricostruire un paleoambiente.
Altrettanto abbondanti sono gli invertebrati marini, come molluschi, lamellibranchi e cefalopodi, molto importanti per la ricostruzione della stratigrafia del giacimento e la sua datazione.
Gli invertebrati si rinvengono quasi esclusivamente nei livelli di dolomia.
I lamellibranchi più numerosi appartengono a diverse specie (ben 12) del genere Daonella. I lamellibranchi attuali vivono sui fondali o fissandosi a un substrato. Non potendo questi organismi vivere al fondo del mare asfittico di Besano, si è ipotizzato che potessero vivere attaccati a tronchi galleggianti.
Un'altra ipotesi è che vivessero sui bassi fondali attorno al bacino di Besano, dove di tanto in tanto venivano trasportati assieme al fango calcareo.

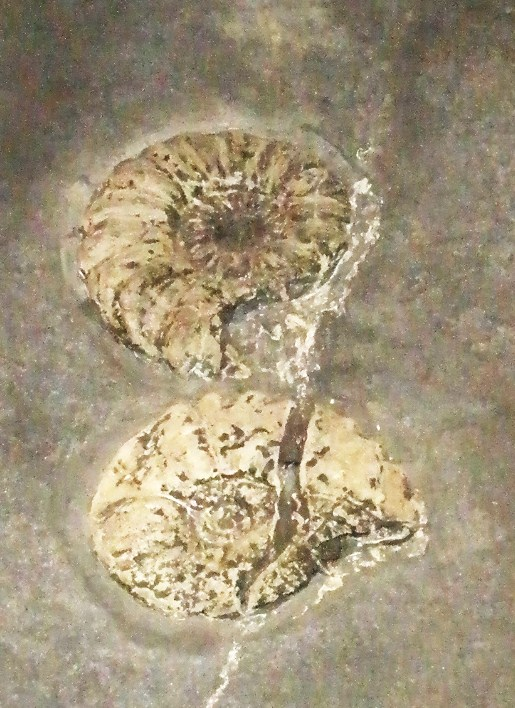
Fossili di Parakellnerites, un'ammonite tipica del giacimento di Besano.

I cefalopodi sono presenti con specie di diversi gruppi (o ordini). I più numerosi sono le ammoniti.
Lo studio della distribuzione stratigrafica delle diverse specie ha permesso una precisa datazione del giacimento al limite dei piani Anisico e Ladinico, e la sua correlazione con altri terreni fossiliferi dell'arco alpino.
Le ammoniti erano degli organismi in grado di nuotare; potevano quindi vivere anche nelle acque superficiali normalmente ossigenate del mare di Besano.
La differenza più evidente fra i vari gruppi è data dalla posizione della conchiglia rispetto al corpo: nelle ammoniti e nei nautiloidei essa lo avvolge, mentre nei coleoidei essa era interna come l'osso di seppia o la penna del calamaro.
Rarissimi sono gli echinodermi: sono stati rinvenuti solo pochissimi esemplari di primitivi ricci. Altrettanto rari sono gli artropodi. In tanti anni di ricerche è stato finora rinvenuto un solo esemplare di scorpione nello scavo del Sasso Caldo. Recentemente alcuni interessanti resti di insetti sono stati rinvenuti negli affioramenti del Monte S. Giorgio, in territorio elvetico. I crostacei sono più numerosi. A essi appartengono i cicloidei, dei crostacei poco conosciuti vissuti dal Carbonifero al Triassico. A Besano sono stati rinvenuti rari esemplari appartenenti al genere Halicyne. Ai crostacei decapodi appartengono invece alcuni esemplari di gamberi, uno dei quali, rinvenuto al Monte San Giorgio e un secondo scoperto al Sasso Caldo, sono stati attribuiti al genere Antrimpos. Una presenza curiosa è quella dei crostacei tilacocefali: essi costituiscono una classe di crostacei vissuta nel Paleozoico e nel Mesozoico. A Besano essi si trovano in pochi livelli e sono sempre frammentari; i loro resti sono arrivati al fondo del bacino contenuti nelle feci dei predatori che si sono poi fossilizzate.

### I conodonti e i pesci
I conodonti sono degli organismi estinti, solo di recente attribuiti ai vertebrati.
I conodonti sono un gruppo estinto di organismi diffusi dal Cambriano al Triassico. Alcuni recenti ritrovamenti eccezionali di esemplari fossili con tracce delle parti molli hanno permesso di classificarli all'interno dei vertebrati.
I pesci rappresentano una componente molto importante della fauna di Besano.
Sono presenti sia i pesci cartilaginei (i condritti), rappresentati dagli squali e le razze, che i pesci ossei (gli osteitti), che comprendono attualmente il più grande gruppo di vertebrati. l fossili di Besano, sono fondamentali per comprendere e seguire l'evoluzione del gruppo dei pesci in un momento particolarmente importante per la loro evoluzione. Nelle vetrine del Museo sono esposte alcune delle forme più rappresentative o comuni trovate nell'area di Besano allo scopo di dare un'idea della composizione della fauna.
I pesci cartilaginei sono rappresentati da cinque generi di squali primitivi. I resti di questi animali sono rappresentati principalmente dai denti e da spine che in vita erano poste davanti alle pinne dorsali.

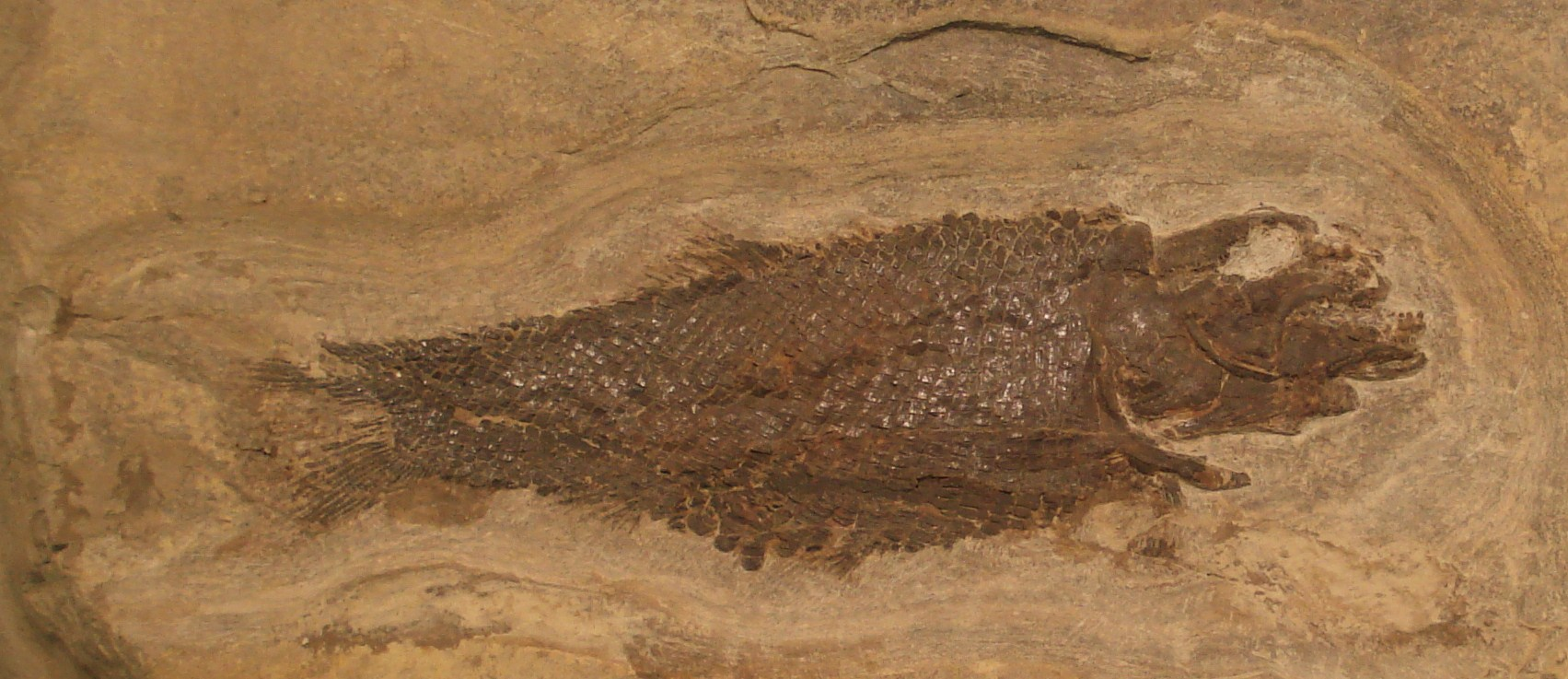
Fossile di Semionotus balsami, un pesce osseo primitivo.

Gli osteitti sono presenti sia con i sarcotterigi che con gli attinotterigi, i quali rappresentano le forme più comuni.
Ai sarcotterigi appartengono i celacantidi, che sopravvivono ancora oggi, sostanzialmente immutati, con il genere Latimeria. A Besano questo gruppo è rappresentato da due generi, Ticinepomis e Holophagus. La maggior parte dei fossili è costituita da resti frammentari, scaglie o ossa disarticolate.
Gli attinotterigi costituiscono la presenza più importante nella fauna di Besano. Alle forme più primitive appartengono i paleonisciformi. Uno dei predatori più comuni è certamente Saurichthys, caratterizzato da un corpo e un cranio allungati.
Le dimensioni di questo animale potevano raggiungere e superare i 70-80 centimetri. Il predatore più grande era però Birgeria, la cui lunghezza poteva superare il metro. Sia Saurichthys che Birgeria dovevano essere predatori molto efficienti.
I pesci ritrovati presso il giacimento di Besano - Monte San Giorgio sono stati soggetti di numerosi studi grazie ai quali è stato possibile distinguere un gran numero di specie.
Le specie di pesci ossei che caratterizzano la fauna di Besano presentano dei segni nuovi: hanno forme piccole e sono rappresentati dagli ordini dei perleidiformi e dei peltopleuriformi.
I perleideformi sono caratterizzati da dimensioni che variano da pochi centimetri, come nel caso dei generi Meridensia, Aetheodontus e Besania, a più di mezzo metro, come nel caso del genere Colobodus.
La loro dieta era costituita da organismi dotati di conchiglia o comunque di una struttura ossea molto dura: tutto ciò lo si intuisce dalla dentatura costituita da denti piuttosto tozzi sulle mandibole e molariformi sul palato. Un genere particolare è Ctenognathichthys, lungo circa 20 cm, che presenta lunghi denti conici e ricurvi, si presume utilizzati per staccare organismi che vivevano attaccati ai fondali.
I peltopleuriformi sono tra i più piccoli attinotterigi rinvenuti in questa zona e sono caratterizzati dalla presenza di scaglie molto alte che ricoprono i fianchi. Gli studi relativi a questa tipologia di pesci ha portato ad affermare una straordinaria varietà di forme all'interno di questo gruppo il quale presenta numerose specie (i generi più rappresentativi sono Peltopleurus e il piccolo Habroichthys).
Un gruppo di pesci più evoluto che nel Triassico ha iniziato a differenziarsi per dare poi origine alla maggior parte dei moderni gruppi di pesci ossei, è quello dei neotterigi, caratterizzati da forme modeste e predatrici di pesci più piccoli (Eoeugnathus) che presentano lunghe mandibole con piccoli denti conici, o durofagi con denti più tozzi o arrotondati, adatti a triturare).

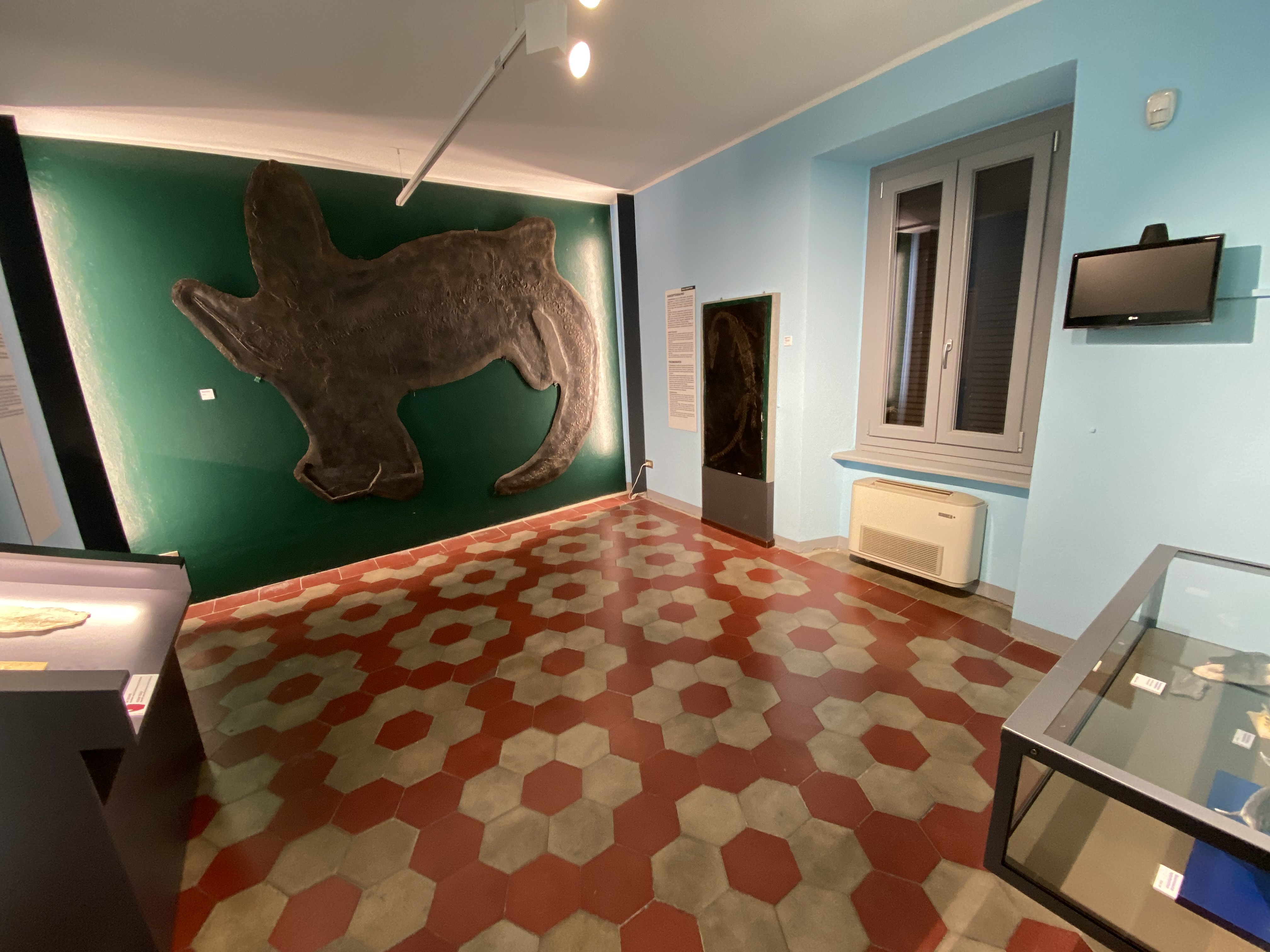
La sala del besanosauro, il più importante ritrovamento effettuato a Besano negli ultimi anni.

### I rettili
Il besanosauro costituisce il ritrovamento più spettacolare finora avvenuto negli Scisti Bituminosi; è conosciuto grazie a uno scheletro completo lungo 580 cm scoperto nel 1993. È un esemplare femmina, dotato di un muso affusolato provvisto di denti di piccole dimensioni. Doveva essere presumibilmente un ittiosauro adatto a nuotare con brevi e improvvisi scatti, grazie alla spinta delle pinne grandi e affusolate. Non possedeva una pinna dorsale e la coda non presentava la tipica forma bilobata degli ittiosauri più evoluti.
Oltre al besanosauro sono stati ritrovati numerosi altri resti fossili di rettili. I più abbondanti sono gli esemplari di Mixosaurus (un piccolo ittiosauro lungo circa un metro) e i pachipleurosauri (Neusticosaurus, Serpianosaurus, Odoiporosaurus), piccoli rettili acquatici dal collo lungo. La caratteristica principale di questi ultimi era data da un insolito ispessimento delle costole, probabilmente connesso con il loro stile di vita marino.
Gli animali più grandi erano i notosauri (Lariosaurus, Nothosaurus, Ceresiosaurus), predatori marini al vertice della catena alimentare; il grande Nothosaurus, lungo quasi 4 metri, è stato rinvenuto solo sul versante svizzero, mentre i resti di Ceresiosaurus e Lariosaurus sono stati rinvenuti anche a Besano; Lariosaurus, in particolare, è stato rinvenuto anche in altre località italiane e potrebbe rappresentare il più recente fra i notosauri di Besano.

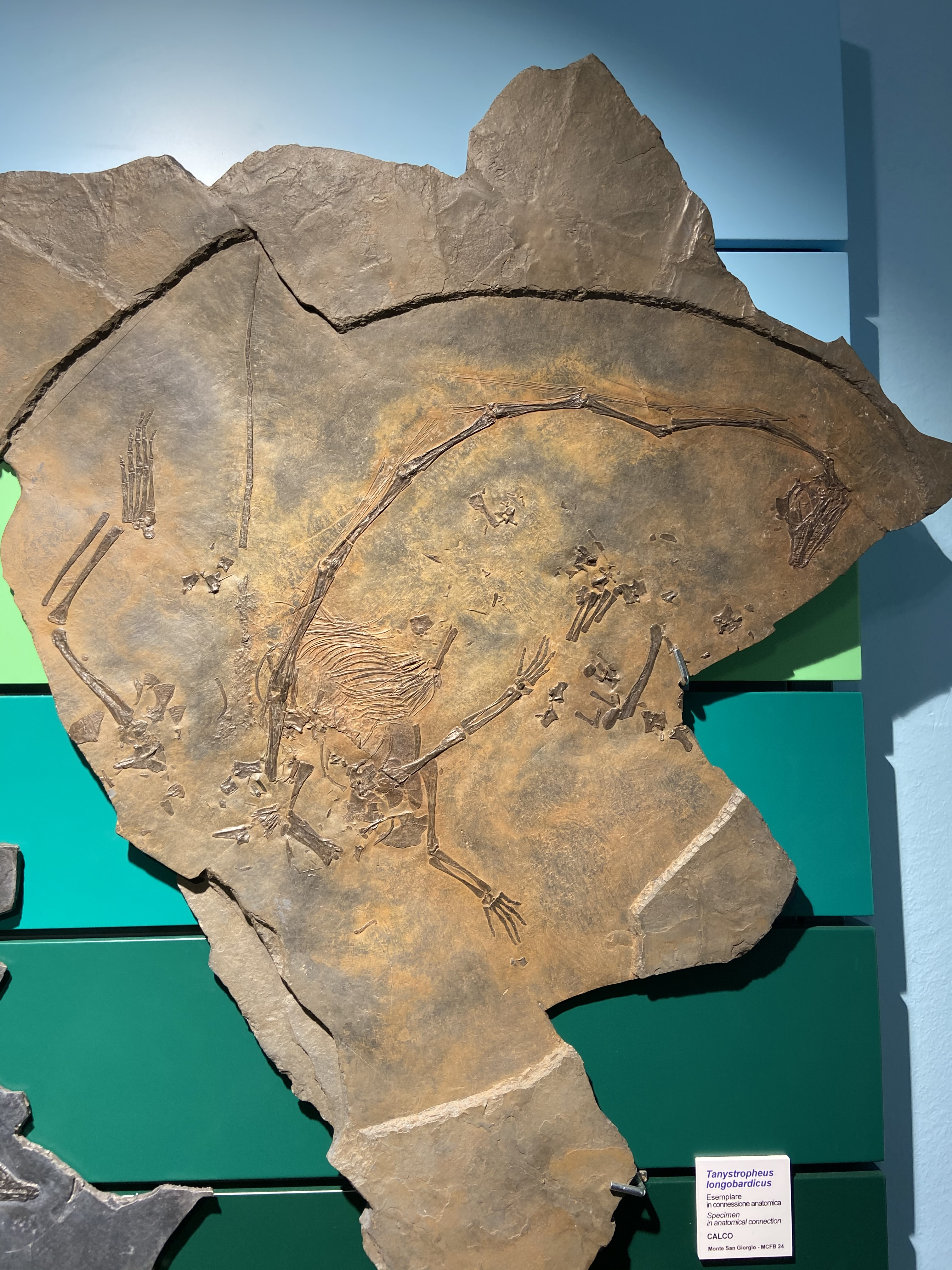
Fossile di Tanystropheus longobardicus, un bizzarro rettile caratterizzato dal collo lungo e rigido.

In acqua viveva anche il bizzarro tanistrofeo, fornito di un collo lunghissimo che gli è valso il nome di "rettile giraffa"; il collo era tenuto rigido tramite vertebre e costole cervicali estremamente allungate che impedivano all'animale di ripiegarlo; ancora oggi gli scienziati si interrogano sullo stile di vita di questo rettile.
Tra gli altri rettili marini sono da ricordare i placodonti (Cyamodus e Paraplacodus), dotati di grandi denti palatali a forma di piastre, utilizzati per rompere i gusci duri dei molluschi; Paraplacodus era caratterizzato anche da denti anteriori allungati e proiettati in avanti, mentre Cyamodus era dotato di una corazza che lo faceva assomigliare a una tartaruga. Erano presenti anche i talattosauri, dall'aspetto simile a quello di lucertole dal corpo slanciato e dalle zampe corte: il grande Askeptosaurus era sicuramente un predone, mentre i piccoli Hescheleria e Clarazia si cibavano probabilmente di molluschi di fondale.
Un altro animale enigmatico è Eusaurosphargis, forse simile a Helveticosaurus (rinvenuto solo sul versante svizzero): questi due rettili potrebbero essere stati vagamente simili alle odierne iguane marine, ma i resti fossili sono molto incompleti (soprattutto per quanto riguarda Eusaurosphargis). Gli unici rettili terrestri rinvenuti finora nel giacimento di Besano sono Ticinosuchus, un grande predatore simile ai coccodrilli, appartenente ai rauisuchi, e Macrocnemus, un animale simile a una grossa lucertola dalle lunghe zampe e dal lungo collo, strettamente imparentato con lo strano tanistrofeo.

### L'ospite:Saltriovenator
Non lontano da Besano è stato rinvenuto uno scheletro molto incompleto di un dinosauro carnivoro, il più grande mai ritrovato in Italia: Saltriovenator, originariamente noto con il nome informale di "Saltriosauro". La formazione di Saltrio è composta da rocce ricche di frammenti fossili dell'inizio del periodo Giurassico, circa 200 milioni di anni fa.
L'esemplare doveva essere di dimensioni medie, ed è stato classificato come un componente arcaico di Ceratosauria, strettamente imparentato a Berberosaurus.
La scoperta di Saltriovenator è importante anche per un altro motivo: fino a pochi anni fa si pensava che l'antico ambiente giurassico lombardo fosse principalmente un paesaggio marino nel quale erano immerse piccole isole simili agli odierni atolli tropicali. La presenza di dinosauri carnivori lunghi otto metri, però, è difficile da immaginare su piccole isole: le faune insulari solitamente hanno predatori di piccola taglia. La scoperta del Saltriovenator indica che in Italia settentrionale vi erano aree continentali ben più vaste di quanto si pensasse. L'animale venne descritto ufficialmente nel 2018, da Dal Sasso, Simone Maganuco e Andrea Cau.